# The Foreign Exchange
The Foreign Exchange ist ein Alternative-R&B-Duo, bestehend aus dem Little-Brother-Rapper und Sänger Phonte aus North Carolina, Vereinigte Staaten und dem niederländischen Musikproduzenten und Multiinstrumentalisten Nicolay (wirklicher Name Matthijs Rook).

## Geschichte

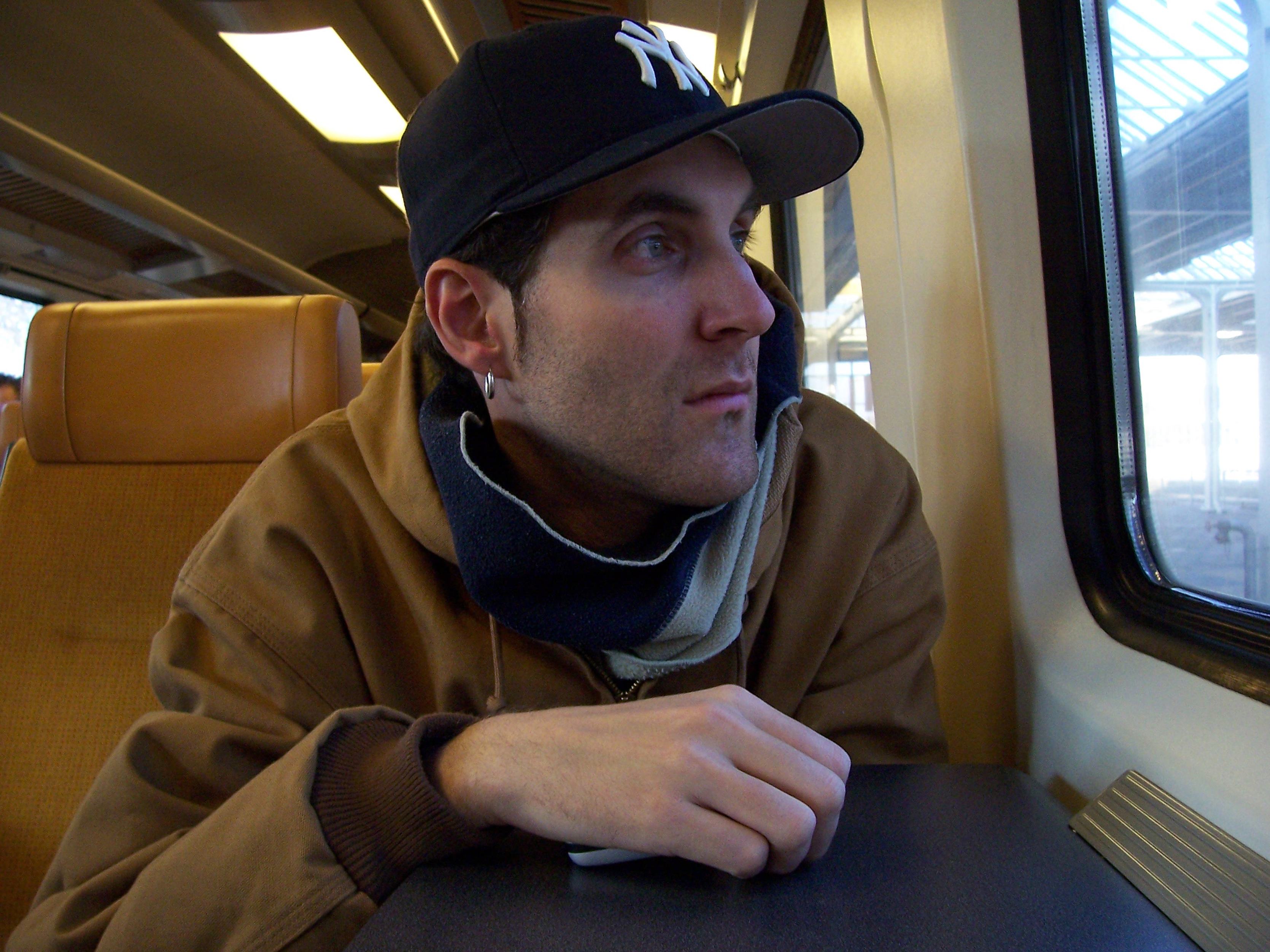
Produzent Nicolay im Jahr 2006

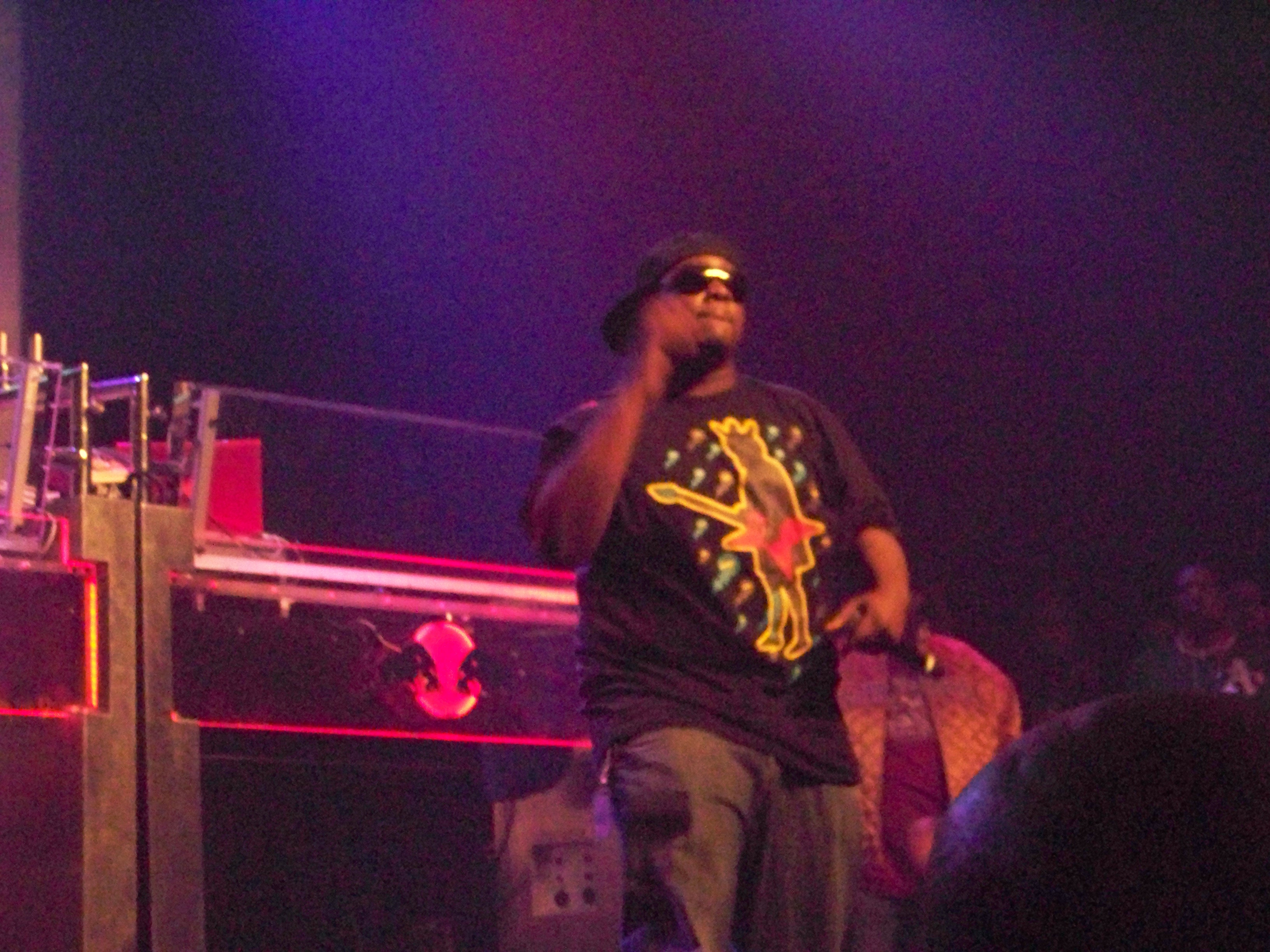
Rapper und Sänger Phonte bei einem Auftritt 2008

Der erste Kontakt zwischen Phonte und Nicolay kam zustande, als Phonte auf der Website Okayplayer.com ein Instrumental von Nicolay entdeckte. Er fragte daraufhin bei diesem an, ob er darüber rappen könne. Nach dem Einverständnis entstand daraus die B-Seite Light It Up zur Little-Brother-Single Whatever You Say. Das Duo beschloss weiter zusammen Musik zu machen und nahm das Debütalbum Connected auf, das 2004 erschien. Während des gesamten Herstellungsprozesses trafen sich die beiden kein einziges Mal und sprachen auch nicht per Telefon miteinander. Die Kommunikation fand ausschließlich durch Instant Messaging und E-Mails statt.
Anschließend zog Nicolay jedoch in die USA und der zweite Langspieler Leave It All Behind entstand. Während Connected noch sehr von Hip-Hop geprägt war, ging Leave It All Behind mehr in Richtung R&B, eine Entwicklung, die sich bei weiteren Werken fortsetzte – unterstützt durch Phontes Wandlung vom Rapper zum Sänger. Leave It All Behind wurde 2008 herausgegeben und enthielt unter anderem die Single Daykeeper, die für die 52. Verleihung der Grammys in der Kategorie Best Urban/Alternative Performance nominiert wurde. Den Preis gewann jedoch Pearls von India.Arie und Dobet Gnahoré.
2010 arbeitete The Foreign Exchange zunächst an Projekten ihrer Musikerkollegen YahZarah und Zo!, die beide über das Label des Duos, Foreign Exchange Music, veröffentlicht wurden. Später im selben Jahr folgte dann das dritte Album von The Foreign Exchange, Authenticity. Damit gelang erstmals der Eintritt in die Billboard 200, auf Platz 145.
Im Jahr darauf gab das Duo ein privates Akustik-Konzert vor 40 Zuhörern. Der Auftritt wurde aufgenommen und erschien als CD- und DVD-Paket unter dem Titel Dear Friends: An Evening with The Foreign Exchange. 2013 folgte mit The Reworks eine Doppel-CD, auf der neben Remixen alter Lieder des Duos auch neue Stücke der sogenannten Foreign Exchange Family, ein Musikerkollektiv aus dem Umfeld von The Foreign Exchange, enthalten waren.
Das offizielle vierte Studioalben wurde mit Love in Flying Colors ebenfalls 2013 auf den Markt gebracht. Mit Rang 115 der Billboard 200 wurde es der größte Charterfolg der Gruppe.
Anschließend gingen Nicolay und Phonte auf Welttournee, die sie unter anderem nach Südafrika führte. Von der dortigen Atmosphäre inspiriert nahm Nicolay das Soloalbum City Lights Vol. 3: Soweto auf, bevor 2015 das fünfte Album des Duos, Tales from the Land of Milk and Honey, erschien. Mit Einflüssen von House, Latin Jazz und Funk wurde es noch experimenteller als die Vorgänger.
2017 folgte als nächste Veröffentlichung die Kompilation Hide&Seek. Diese war der Beginn einer Reihe von Kompilationen, bei denen das Label Reel People Music Künstler – in diesem Fall The Foreign Exchange – auswählte, die dann ein Album aus Liedern von unbekannteren Musikern aus ihrem Umfeld zusammenstellten.

## Diskografie
Studioalben
- 2004: Connected
- 2008: Leave It All Behind
- 2010: Authenticity
- 2013: Love in Flying Colors
- 2015: Tales from the Land of Milk and Honey

Livealben
- 2011: Dear Friends: An Evening with The Foreign Exchange

Remixalben
- 2013: The Reworks

Kompilationen
- 2017: Hide&Seek